# Polskie pieśni wielkanocne
Polskie pieśni wielkanocne są elementem polskich tradycji wielkanocnych.
Najstarsze znane pieśni pochodzą z XIV wieku, i zalicza się do nich m.in. Przez twe święte zmartwychwstanie. Tradycyjnie pieśni te były śpiewane przez ludność w czasie procesji rezurekcyjnej i miały na celu zachęcenie ludności do poprawy swego zachowania i wytworzyć emocjonalną więź między uczestnikami liturgii a Jezusem poprzez pokazanie zmartwychwstania jako wydarzenia zbawczego.